# ولید جاسم
ولید جاسم (انگلیسی: Waleed Jassem؛ زادهٔ ۲ اوت ۱۹۸۶) یک بازیکن فوتبال اهل قطر است.

## باشگاهی
از باشگاه‌هایی که در آن بازی کرده‌است می‌توان به القطر، الریان، الاهلی قطر، لخویا، الخریطیات، اشاره کرد.

## تیم ملی
وی همچنین در تیم ملی فوتبال قطر بازی کرده‌است.